# Трохи миру та тиші
Трохи миру та тиші (англ. A Little Peace and Quiet) — другий сегмент 1-го епізоду 1-го сезону телевізійного серіалу «Зона сутінків».

## Сюжет
Дія відбувається у звичайній багатодітній американській родині. Домогосподарка та мати чотирьох дуже рухливих та галасливих дітей Пенні, втомлена одноманітністю та постійним поспіхом сімейного життя, одного разу знаходить біля свого приватного будинку золотий сонячний годинник, захований у невелику прямокутну дерев'яну скриньку. Цей годинник незвичайний тим, що надає можливість керувати часом тому, хто його носить. Вдягнувши його на шию, Пенні отримує не тільки коштовну прикрасу, а й надприродну здібність зупиняти час тоді, коли їй заманеться, чим негайно починає користуватися. Тепер для того, щоб насолоджуватися абсолютною тишею та хоч трохи відпочити від сімейного життя, Пенні достатньо лише наказати всім оточуючим замовкнути, а щоб повернути все як було, — дати команду говорити. Одного дня пізно ввечері аварійне радіомовлення США повідомляє про початок ядерної війни між США та СРСР, а також про те, що перша радянська ракета вже перетнула повітряний простір Сполучених Штатів та незабаром має впасти на територію держави. Під час паніки, що охопила її та інших членів родини, чоловіка й дітей, Пенні наказує всім замовкнути, внаслідок чого час знову зупиняється. Наприкінці епізоду Пенні йде вулицею та, зупинившись, бачить ракету, випущену Радянським Союзом, що завмерла в повітрі, таки не долетівши до землі. Таким чином Пенні на деякий час рятує свою батьківщину та близьких, відтягнувши неминучу загибель від вибуху ракети.

## Оповіді
На початку епізоду голос за кадром трохи підказує глядачеві, як саме розвиватиметься сюжет, однак залишає за глядачем простір для власних фантазій: «Як би було приємно, якби іноді всі замовкали та переставали чіпати вас. Хіба б не було приємно мати час, щоб завершити думку або помріяти, думати вголос та щоб від вас не вимагали пояснити, що ви маєте на увазі. Якби у вас була така сила, насмілилися б ви скористатися нею, навіть знаючи, що мовчання має власні голоси в зоні сутінків».

## Ролі виконують
- Мелінда Діллон — Пенні
- Грег Мюллавей — Рас, чоловік Пенні
- Вірджинія Кін — Сюзен
- Брітані Вілсон — Джанет
- Джошуа Гарріс — Рас-молодший
- Джудіт Барсі — Берті
- Клер Ноно — диктор
- Ельма Ві Джексон — перший покупець
- Памела Гордон — другий покупець

## Цікавий факт
Епізод не має заключної оповіді. 

## Релізи
Прем'єра епізоду відбулася 27 вересня 1985 у Великій Британії.